# Filipp Szulman
Filipp Jewgienjewicz Szulman (rus Фили́пп Евге́ньевич Шу́льман, ur. 6 października 1980 r. w Ufie) – rosyjski biathlonista, reprezentant kraju w zawodach Pucharu świata oraz na mistrzostwach świata. Jest dwukrotnym srebrnym medalistą mistrzostw Europy w biathlonie.

## Osiągnięcia

### Mistrzostwa Świata
| 2004 Oberhof (Niemcy)    | 4. miejsce (SP), 16. miejsce (PU), 9. miejsce (MS), 5. miejsce (RL) |
| 2007 Anterselva (Włochy) | 33. miejsce (IN)                                                    |

### Puchar Świata
| Sezon     | Miejsce |
| --------- | ------- |
| 2002/2003 | 62      |
| 2003/2004 | 27      |
| 2004/2005 | 44      |
| 2005/2006 | 78      |
| 2006/2007 | 37      |

### Mistrzostwa świata juniorów
| 2000 Hochfilzen (Austria) | 11. miejsce (SP), 15. miejsce (PU) |

### Mistrzostwa Europy
| 2000 Zakopane (Polska)         | 5. miejsce (IN), 2. miejsce (PU)                                      |
| 2002 Kontiolahti (Finlandia)   | 4. miejsce (IN), 4. miejsce (RL)                                      |
| 2003 Forni Avoltri (Włochy)    | 19. miejsce (IN), 10. miejsce (SP), 10. miejsce (PU), 2. miejsce (RL) |
| 2006 Langdorf-Arberse (Niemcy) | 12. miejsce (SP), 9. miejsce (PU), 6. miejsce (RL)                    |

### Puchar IBU

#### Miejsca w klasyfikacji generalnej
| Sezon     | Miejsce |
| --------- | ------- |
| 2004/2005 | 110     |
| 2005/2006 | 66      |
| 2006/2007 | 24      |
| 2007/2008 | 52      |